# Nacional-cançonetismo
O nacional-cançonetismo é uma expressão utilizada, em termos musicais, para definir as canções e o tipo de música ligeira existente em Portugal e que o regime ditatorial do Estado Novo em Portugal promovia e incentivava, na rádio e na televisão de Portugal.

## Início
Este tipo de música ligeira já tinha nascido na década de 1930, com autores, compositores e maestros muito famosos em Portugal que faziam a autoria e composição de canções que retratavam os valores tradicionais portugueses, mas também os ideais e princípios do regime ditatorial fascista do Estado Novo, que residiam no seguinte: a exaltação da vida no campo, da Pátria, dos costumes das cidades e campos, o folclore, o nacionalismo, o denegrir da vida das grandes cidades, o conformismo imposto sobre a ordem natural das coisas, casos de amores desesperados e desencontrados, fados antigos e tudo o mais que pudesse contentar o regime.
O seu epicentro de prólogo residiu na Emissora Nacional de Radiodifusão em 1941, quando foi inaugurado o Serão para Trabalhadores, para se divulgar os valores da ditadura e divulgar as vedetas da rádio, que nessa altura vinham dos programas infantis da época. Os primeiros artistas saídos da rádio na altura foram Maria Clara, Alberto Ribeiro, Luiz Piçarra, Maria Sidónio, Maria da Graça e Milú. Alguns dos nomes também fizeram carreira no cinema.

## Desenvolvimento
Em 1947 foi criado, dentro da estação oficial, o Centro de Preparação de Artistas da Rádio da Emissora Nacional, dirigido pelo tenor Motta Pereira. Os artistas passaram a ter aulas de canto para que as vozes saíssem bem timbradas, de dicção perfeita e de maneira a encantar o ouvinte. Os primeiros artistas a sair desse Centro de Preparação foram Francisco José, Tony de Matos, Maria de Fátima Bravo, Júlia Barroso e Artur Ribeiro, este último também autor, compositor e criador.
O que acontecia na fabricação das músicas era que primeiro fazia-se a letra, compunha-se a música e era entregue ao artista para criar nos programas de rádio destinados à divulgação dos artistas. Os programas mais populares eram o Serão para Trabalhadores, o programa Ouvindo as Estrelas, mais tarde Uma Hora de Fantasia e os "Festivais Nacionais da Rádio", realizados uma vez por ano. O último desses festivais foi em 1957. Mas também eram divulgados em programas de emissoras privadas como Os Companheiros da Alegria, de Igrejas Caeiro e Irene Velez, do Rádio Clube Português, o Passatempo APA da mesma emissora e O Comboio das Seis e Meia, de José Castelo, da Rádio Graça.
Em 1958, foi organizado pela Emissora Nacional, o I "Festival da Canção Portuguesa", em que pela primeira vez dois recitadores de poesia, Carmen Dolores e João Villaret, recitavam os versos das canções que iam ser apresentadas no festival. Tal nunca mais se repetiu na história da cultura portuguesa. A cada dia que passava, saíam mais artistas. Com a chegada dos discos de 45 RPM, dos gira-discos portáteis e da televisão, em 1957 com a RTP, tornavam-se a música dominante. Estas canções retratavam a sociedade portuguesa da época: conformista e parada no tempo mas com princípios. Que o Estado Novo acabava por ver divulgados através das canções de vira, fado, romântica e outros estilos de música.
Os maiores nomes que ficaram na história desta vaga de música ligeira portuguesa foram Maria Clara, Alice Amaro, Maria de Lourdes Resende, António Calvário, Artur Garcia, Simone de Oliveira, Madalena Iglésias, Gina Maria, Maria do Espírito Santo, Tristão da Silva, Rui de Mascarenhas, Paulo Alexandre e muitos mais que ao longo do tempo divulgaram este tipo de música.

## Fim
Em 1964, foi realizado pela RTP o 1º Grande Prémio TV da Canção Portuguesa, em que António Calvário ganhou com a canção "Oração", mas foi muito mal recebido na Eurovisão com vaias e apupos devido a questões politicas. Com os Festivais da Canção, a população portuguesa passou a aderir à televisão e a rádio foi perdendo audiência, começando consequentemente a crise do «nacional-cançonetismo». Os artistas faziam-se ouvir quer nos programas de variedades da rádio e da TV, quer nos discos que as pessoas compravam e que a rádio transmitia.
O final desta vaga deu-se em 1969 com a vitória de Simone de Oliveira no VI Grande Prémio TV da Canção Portuguesa, com a canção "Desfolhada Portuguesa" da autoria de Ary dos Santos. Assim acabava a vaga do «nacional-cançonetismo», cuja denominação apenas nasceu em 1969 na rubrica «POP Larucho» do suplemento «A Mosca» do jornal Diário de Lisboa.
Nos últimos anos da década de 2010, algumas dessas vedetas consagradas da música portuguesa, como Simone de Oliveira, António Calvário ou Maria José Valério (1933 - 2021) - à data de junho de 2021, tanto Simone como António Calvário continuam com as respetivas carreiras -, ainda estavam no ativo, enquanto outras já estavam caídas no esquecimento, como é o caso de Alice Amaro ou Madalena Iglésias (1939 - 2018), sendo que a maioria já havia falecido. Maria da Graça (1919 - 1995) ou Maria Clara (1923 - 2009) incluem-se nesse último grupo.

## No pós-25 de Abril
Depois do 25 de Abril de 1974, o género nacional-cançonetista sobreviveu, até de modo amplificado, em cantores como Marco Paulo, Toy ou Tony Carreira, entre outros.